# 密着!音楽空間
密着!音楽空間（みっちゃくおんがくくうかん）とは2008年10月2日から12月25日の毎週木曜25:30～25:59（金曜未明午前1:30~1:59）までテレビ東京ミュージックが製作し、テレビ東京で放送された音楽ドキュメンタリー番組である。全13回・ハイビジョン制作（アナログはレターボックス放送）。

## 番組概要
それまで放送されていた『アリケン』が土曜深夜枠に移動し、土曜深夜の『やりすぎコージー』が月曜21時台に移動したことに伴い、それらの枠と入れ替わる形で始まった番組である。
番組は、毎回一組のアーティストに密着し、彼らの魅力を余すことなくドキュメントで紹介していた。
例えば、
- 緊張の初ライブ。感動の帰郷ライブ。
- 貴重なレコーディング風景やＰＶ撮影。
- デビューまでの軌跡。
- 練習風景や作曲活動。
- 少ないオフの日に見せる素顔。
- 打ち合わせ、ラジオ出演など忙しい一日

を放送していた。

## 出演アーティスト
※ avex、ソニー・ミュージックエンタテインメント、ユニバーサルミュージックに所属しているアーティストを取り上げていた。
- GIRL NEXT DOOR
- 坂詰美紗子
- SoulJa
- SCANDAL
- INFINITY16
- moumoon
- EXILE
- スコット・マーフィー : 外国人J-POPシンガーとして登場。
- J Soul Brothers（二代目）

## スタッフ
- ナレーション：窪田等、岩尾万太郎
- 演出：萩原哲也、古谷英司
- プロデューサー：川幡浩（TTM）、佐久間大介・中谷学路（avex&EAST）
- 製作協力：avex&EAST
- 製作：テレビ東京ミュージック